# Vertucci-Klassifizierung
Die Vertucci-Klassifizierung ist eine Einteilung der verschiedenen anatomischen Verläufe von Wurzelkanälen. 
Auf der Grundlage von 2.400 extrahierten Zähnen entwickelte Frank J. Vertucci 1984 eine Klassifikation, bei der in der Einzelwurzel zwischen acht Wurzelkanaltypen unterschieden wird. Die Zähne wurden entkalkt, gefärbt und gereinigt, um die Anzahl der Wurzelkanäle und ihre verschiedenen Arten, die Verzweigungen der Hauptwurzelkanäle, die Lage der apikalen Foramina und der transversalen Anastomosen sowie die Häufigkeit von apikalen Deltas (vielfach gibt der Wurzelkanal im apikalen Teil zahlreiche akzessorische Kanäle ab, woraus ein sogenanntes apikales Delta entsteht) zu bestimmen. Anatomie und Verlauf der Wurzelkanäle haben ihre  besondere Bedeutung bei der Wurzelkanalbehandlung von pulpitischen oder nekrotischen Zähnen. 
| Typ      | Beschreibung                                                                        |
| -------- | ----------------------------------------------------------------------------------- |
| Typ I    | 1 einzelner Kanal                                                                   |
| Typ II   | 2 separate Kanäle vereinigen sich kurz vor dem Apex zu einem Kanal                  |
| Typ III  | 1 Kanal teilt sich innerhalb der Wurzel und vereinigt sich wieder                   |
| Typ IV   | 2 separate Kanäle                                                                   |
| Typ V    | 1 Kanal teilt sich kurz vor dem Apex in zwei Kanäle                                 |
| Typ VI   | 2 Kanäle fusionieren im Zentrum der Wurzel und teilen sich kurz vor dem Apex wieder |
| Typ VII  | 1 Kanal, der sich aufzweigt, vereinigt und wieder teilt                             |
| Typ VIII | 3 separate Kanäle                                                                   |

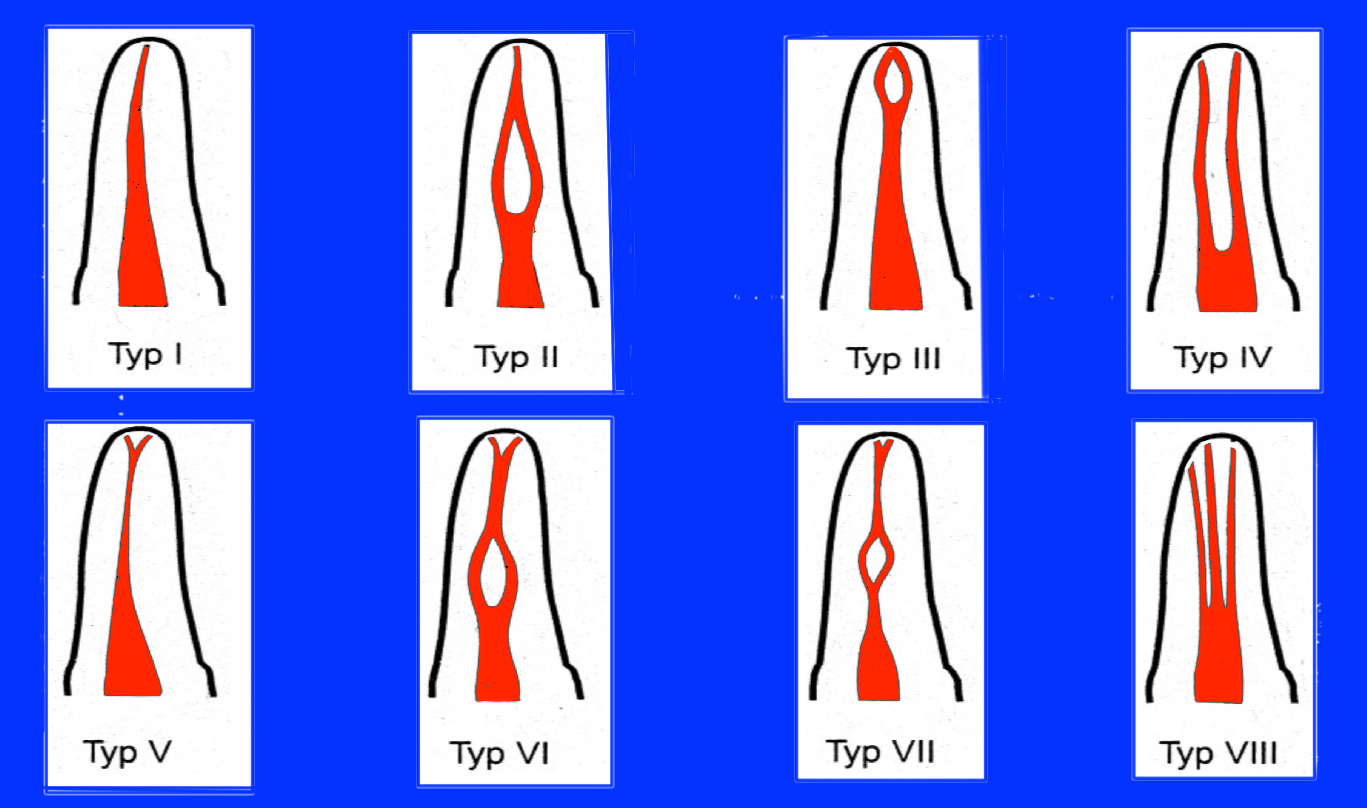
Schematische Darstellung der Wurzelkanalverläufe nach Vertucci

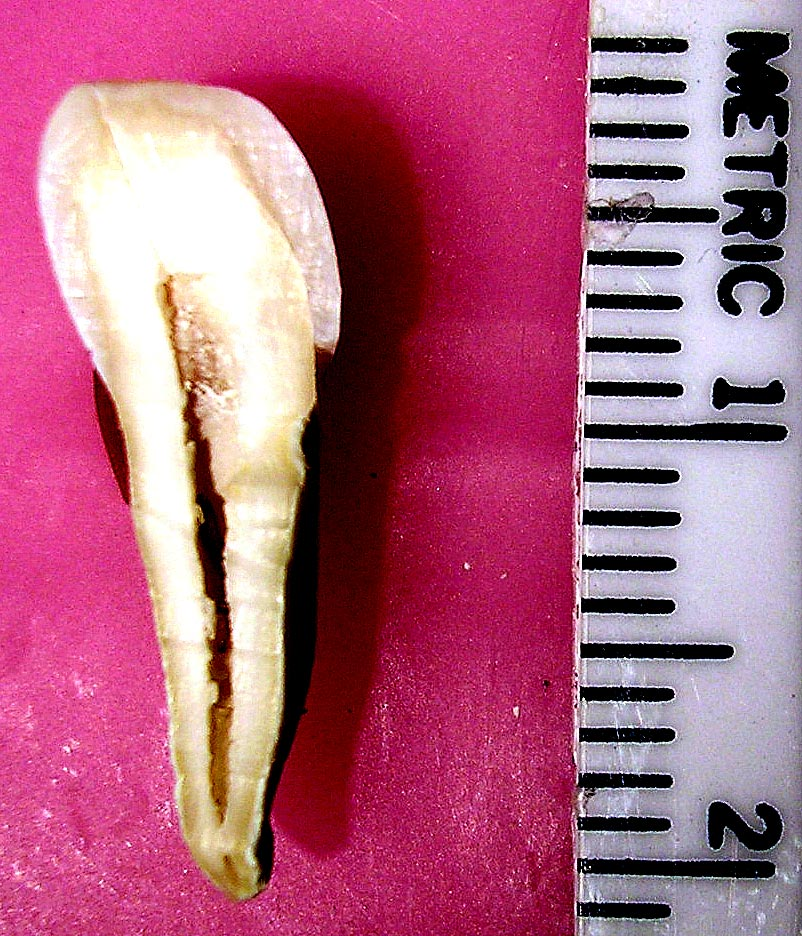
Zahnquerschnitt: Wurzelkanal eines Prämolaren von einem Vertucci-Typ I

Nach Vertucci weisen etwa 25 % aller Zähne Abweichungen vom Typ I auf, in anderen Populationen können die Abweichungen bis zu 50 % ausmachen. Das bedeutet, dass sehr oft die Pulpaverläufe im Röntgenbild im Voraus schwer festzustellen sind und oftmals deshalb nur eine unzureichende Wurzelkanalbehandlung von Teilkanälen eines Zahnes erfolgt.